# Lionel Aingimea
Lionel Rouwen Aingimea (Nauru, 2 de septiembre de 1965) es un abogado y político nauruano. Desde 2019 hasta 2022 se desempeñó como presidente de Nauru.

## Biografía
Aingimea estudió derecho en Australia y posteriormente trabajó para la ONG del Equipo de Recursos de Derechos Regionales, y como defensor público en las Islas Marshall. Más tarde trabajó como profesor de derecho en la Universidad del Pacífico Sur.
Aingimea se postuló para las elecciones al Parlamento por la circunscripción de Meneng en 2013, pero no fue elegido. Después de las elecciones, se unió a la nueva administración del presidente Baron Waqa como Secretario de Justicia.
Después de ser electo parlamentario por Meneng en las elecciones de 2016, fue nombrado Ministro Asistente de Justicia y Control Fronterizo en el gobierno de Waqa, sirviendo bajo el ministro de Justicia David Adeang. Fue reelegido en las elecciones de 2019, en las que Waqa perdió su escaño. Después de las elecciones, fue elegido Presidente por el Parlamento de Nauru, derrotando a Adeang por doce votos contra seis.